# Софонисба (Корнель)
«Софонисба» (фр. Sophonisbe) — трагедия французского драматурга Пьера Корнеля, впервые поставленная на сцене в 1663 году.
Пьеса посвящена классическому сюжету. Её главная героиня — карфагенская аристократка времён Второй Пунической войны Софонисба, дочь полководца Гасдрубала, сына Гискона, поочерёдно бывшая женой нумидийских царей Сифакса и Масиниссы. Победивший карфагенян Публий Корнелий Сципион потребовал от Масиниссы выдать жену, но та предпочла позору смерть.
Театральная постановка «Софонисбы» почти не имела успеха, хотя исследователи считают её одной из лучших пьес Корнеля позднего периода.